# Gatuzières
Gatuzières – miejscowość i gmina we Francji, w regionie Oksytania, w departamencie Lozère.
Według danych na rok 1990, gminę zamieszkiwały 42 osoby, a gęstość zaludnienia wynosiła 1 osób/km² (wśród 1545 gmin Langwedocji-Roussillon Gatuzières plasuje się na 858. miejscu pod względem liczby ludności, natomiast pod względem powierzchni na miejscu 90.).